# Mario és a varázsló (opera, Vajda)
A Mario és a varázsló Vajda János egyfelvonásos, a Magyar Állami Operaházban 1988. április 30-án bemutatott operája.

## Az opera szereplői és helyszínei
| Szereplő              | Hangfekvés |
| --------------------- | ---------- |
| Cipolla               | basszus    |
| Mario                 | próza      |
| Gyapjúinges           | tenor      |
| Angiolieri kisasszony | szoprán    |
| Egy római úr          | bariton    |
| Angiolieri úr         | bariton    |

- Kórus: a bűvészelőadás közönsége
- Történik: a Torre de Venere üdülőhelyen, az 1920-as évek második felében.
- Színhely: az üdülőhely színházterme
- Játékidő: 39 perc

## Az opera cselekménye
A színházteremben gyülekeznek az esti előadásra. Mindenki a híres illúzionista, Cipolla produkciójára kíváncsi. A mester azonban nem jelenik meg pontosan: várat magára. A nagy hőségben a nézők egyre türelmetlenebbek: tapsolnak, kiabálnak. Végül gongütés hallatszik, majd színpadra lép a bűvész. Cipolla egy ideig nem szól semmit: némán álldogál, szemügyre veszi a publikumot. A bűvész helyett a Gyapjúinges, a közönség egyik tagja kíván jó estét. Szemtelenségéért meg is kapja büntetését: a fiatalember – akarata ellenére – szembefordul a közönséggel és kiölti a nyelvét, amint Cipolla suhint egyet ostorával.
A bűvész csak ezután mutatkozik be: testi hibája miatt alkalmatlan a katonai szolgálatra, így a front helyett az olasz városokat járja produkciójával. Munkáját a sajtó és a közönség egyaránt elismeri, egyik római fellépését maga a Duce fivére is megtekintette. A bemutatkozás után a mester számtani mutatványba kezd. A nézőknek számokat kell mondaniuk. Ezeket Cipolla felírja egy fehér lappal fedett táblára, majd összeadja. Az összeg megegyezik a lefedett táblára korábban felírt számmal.
A bűvész ezután arra kéri közönségét, hogy rejtsenek el tárgyakat, amiket majd neki kell visszaszolgáltatnia tulajdonosaiknak. Angelioleri asszony elrejti a melltűjét, de ezt gyorsan megtalálja a mester. Cipolla felidézi az asszony múltját: egykor a világhírű Eleonora Duse társalkodónője volt. Az asszony révülten követi Cipollát, egészen addig, amíg az nem suhint az ostorával. Ezután a bűvész táncra szólítja fel közönségét. A római úr azonban nem akar táncolni, ellenáll. A bűvész hatalma azonban erősebb, így végül ő is engedelmeskedik.
Cipolla ezek után fordul Marióhoz. Kitalálja, hogy a fiú egy kávéházban szolgál fel és éppen szerelmi bánata van. Felidézi a fiú szerelmét, Silvestrát. A megbűvölt Mario engedelmeskedik a bűvésznek, és megcsókolja azt. Ekkor felriad, lerohan a színpadról, pisztolyt ránt és lelövi Cipollát. Mario az emberekre pillant, akik a táncot az előző jelenet alatt sem hagyták abba.

## Az opera szövegkönyve
A zeneszerzőben a bemutató előtt tíz évvel merült fel a gondolat, hogy operát írjon Thomas Mann Mario és a varázsló című elbeszéléséből, de eleinte annyira nem lelkesítette a dolog. Rendszertelenül komponált, számtalanszor újrakezdte a munkát, majd rádöbbent, hogy a felmerült problémák mind dramaturgiai természetűek. Vajda saját bevallása szerint első próbálkozásaiból hiányzott a zenei és a dramaturgiai koncepció, ami indoka lehetett volna az opera megírásának. A szerzőnek egy sajátos dramaturgiát és zenei szerkezetet kellett megvalósítania.
Az opera egyedisége is elsősorban ebben két dologban nyilvánul meg. A dramaturgia egyediségét az adja, ahogy a prózai mű úgy alakult át drámává, hogy közben megtartotta az eredeti novella egyvonalú, a végkifejletre kihegyezett menetét. A szövegkönyvet Bókkon Gábor állította össze Thomas Mann elbeszélésének magyar fordításából. Lényegében csak Thomas Mann bevezető elmélkedéseit hagyta el, mert ezek nem voltak dramatizálhatók, de a párbeszédeket meghagyta eredeti formájukban. A szegényes cselekmény minden mozzanata a végső történést, Mario lövését készíti elő.
A darab egyetlen igazi operai szereplője Cipolla: végigénekli az egész operát, rajta kívül mindenki más csak egy-két mondatott mond vagy énekel, még a címszereplő Mario is. Ezeknek a szereplőknek jóformán nincs is kapcsolatuk egymással: a cselekmény egyenes vonalát követve hol előtérbe, hol meg háttérbe kerülnek, és ezzel is a varázsló szerepét erősítik. Elmondható, hogy egyetlen hatalmas fokozás, crescendo az egész darab.
Érdekes megoldás, hogy az operában a lövés eldördülése után is folytatódik a véget nem érő tánc, míg Thomas Mann eredetijében a lövés után pánik tör ki, majd megjelennek a csendőrök és elviszik Mariót, lecsendesítik a kedélyeket. A végkifejlet Vajdánál egyfajta csehovi passzivitás.

## Az opera zenéje
A dramaturgia mellett az opera másik egyedi vonása a realitást ábrázoló, de annál többet mondó zenei nyelv. Már a történet elején felfigyelhetünk egy tercrokon akkordkapcsolásra emlékeztető dallamra, amely később is vissza-vissza térő motívuma a darabnak. A közönség frázisokat ismételget, ezek a zenei ábrázolás által még nyilvánvalóbbá lesznek a kórus jellegzetes effektusainak hála. Egészében véve a zenei anyag megidézi azt a történelmi miliőt, amiben a cselekmény lezajlik. Felidéződik benne Puccini, Mahler vagy Debussy stílusa.
Kezdetben a zenei hangvétel nem kifejezetten dallamos. Aztán a történet előremenetelével a reálisból egyre inkább a szürreálisba haladunk, és ezzel párhuzamosan a zene egyre inkább tonálissá válik, egyszerű, dallamos muzsikává. Cipolla és Mario párbeszéde fokról fokra haladva vezet el a végkifejlet felé, és eközben a zenekari hangzás is egyre fokozódik, mígnem egy hatalmas fortissimóvá teljesedik ki. Ez az a pillanat, amikor Mario megcsókolja Cipollát, majd nem sokkal ezután eldördül a lövés. Ezután némaságba burkolózik minden. Csak a tánczene szól, a crescendo összeroppant, a tánc folytatódik, az időtlenség benyomását keltve.

## Diszkográfia
- Polgár László (Cipolla), Rudolf Péter (Mario), Gerdesits Ferenc (Gyapjúinges), Csavlek Etelka (Angiolieri asszony), Bende Zsolt (Római úr), Sárkány Kázmér (Angioleri úr); a Magyar Rádió és Televízió Énekkara, a Budapesti Filharmóniai Társaság Zenekara, vezényel: Török Géza) (1990) Hungaroton HCD 31122